# Sultán Fateh Ali Tipu

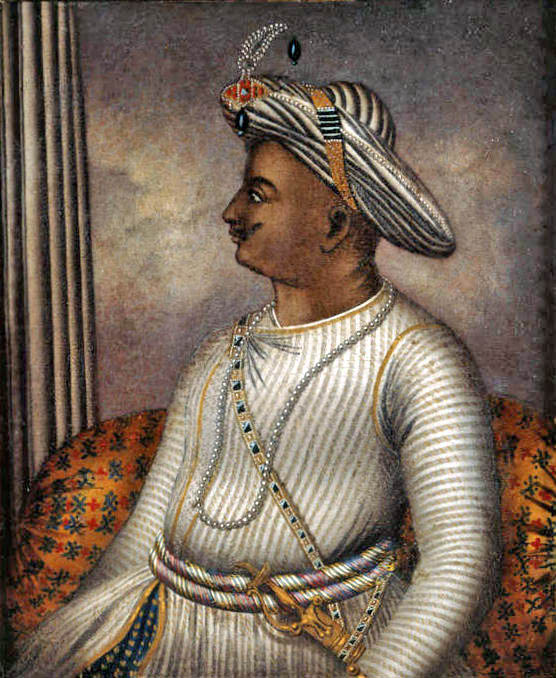
Tipu Saib.

Sultan Fateh Ali Tipu, Tipu Saib (20 de noviembre de 1750, Devanhalli-4 de mayo de 1799, Srirangapattana); fue el gobernante musulmán indio del reino de Mysore, en el sur de la India. Es conocido como el Tigre de Mysore, porque se dice que el sultán Tipu fue de caza al bosque con un amigo francés, se topó cara a cara con un tigre. Su arma no funcionó, y su daga cayó en la tierra mientras que el tigre saltó sobre él. Él alcanzó la daga, la tomó, y mató al tigre con ella. Por ello tenía la imagen de un tigre en su bandera.

## Biografía
Nació el 20 de noviembre de 1750 en Devanahalli, en el distrito actual de Kolar, unas 45 millas al este de Bangalore. Hijo de Fakir-un-nissa, hija del Muin-ud-dinar (gobernador de la fortaleza de Cuddapah), y Hyder Ali, quien era ya persona influyente en los negocios de la India y murió en 1782. Se sabe que conoció el malabar, el kanara y el persa, y que en esta lengua (la de las cancillerías indias de la época) se le consideró un maestro; pretendió conocer en profundidad su literatura y su filosofía, y escribió en ella diversos opúsculos.
En la India del siglo XVIII convergen los intereses de las economías expansionistas europeas y que es disputada por daneses, holandeses, mogoles, franceses e ingleses. Sobre esta trama de potencias extranjeras el sultán Tipu se entregó a las variaciones cautivadoras que le brindaba la época, desde el orientalismo creativo del rococó tardío hasta el alegato roussoniano sobre la utopía idílica del buen salvaje. Tipu publicó un decreto para la destrucción de templos hindúes en Kerala, intentó eliminar la adoración hindú de su territorio, confiscó fondos de los templos.

## Gobierno
El reinado del sultán Tipu tuvo un inicio triunfal, jalonado por varias victorias en la guerra que había empezado su padre contra los ingleses. Terminó el proyecto de Lal Bagh comenzado por su padre Haydar Ali. Construyó caminos, edificios públicos, y puertos a lo largo del litoral de Kerala. Bajo su dirección, el ejército de Mysore demostró ser una escuela de la ciencia militar para los príncipes indios. El sultán Tipu debió afrontar varios reveses militares contra Kerala. Fue herido por los franceses. Perdió varias de sus posesiones en batallas, que fueron dadas al majará de Travancore por su ejército, entre ellas su espada, anillo y palanquín.

## Trayectoria bélica
Tipu condujo una gran tropa en la segunda guerra de Mysore, en 1782, derrotando al coronel Braithwaite en Annagudi cerca de Tanjore en 1782. La segunda guerra de Mysore acabó con el tratado de Mangalore, un documento prestigioso en la historia de la India.
Más adelante las cosas se pusieron peor para Tipu, pero entre guerra y guerra disfrutó de bastantes años de paz en los que intentó buscar nuevos aliados para futuros enfrentamientos al tiempo que promovía un activo proselitismo islámico. Poco después de la paz, en 1787, envió una embajada a París. Allí las autoridades, que ya vivían momentos prerrevolucionarios, dieron a sus enviados largas sobre una posible alianza, construyó la primera iglesia en Mysore. Pese a todo tomó el título de padisha (1780) e invadió Travancore: derrotado por Lord Cornwallis, quien le sitió en Seringapatam (1792), tuvo que firmar la paz en condiciones onerosas: ceder la mitad de sus estados y entregar dos hijos como rehenes. Cinco años después quiso rehacerse con ayuda de los franceses, Después de que Horatio Nelson hubiera derrotado a Napoleón en la batalla del Nilo en Egipto en 1798, tres ejércitos, uno de Bombay, y dos británicos (Arturo y Wellesley, el futuro primer duque de Wellington), fueron a Mysore en 1799 y asediaron Seringapatam. 

## Final de su vida
El sultán Tipu murió al defender su capital el 4 de mayo de 1799 en Srirangapatna. En su palacio fue encontrado una gran variedad de espadas, dagas, fusiles, pistolas, y trabucos curiosos; en oro o plata, adornados con las cabezas y las rayas de los tigres, con versos persas y árabes. El tigre de Tipu, un autómata que representa un tigre que ataca a un soldado europeo, hecho para el sultán de Tipu, está en la exhibición en el Victoria and Albert Museum, Londres. Durante el reinado del sultán Tipu, un nuevo calendario, nueva invención, y siete nuevos departamentos gubernamentales fueron introducidos, así como innovaciones en el uso de la artillería del cohete.

## Curiosidades
- Se dice que el sultán Tipu era un miembro fundador del grupo de los jacobinos en Francia.
- Los británicos enviaron la familia del sultán Tipu a Calcuta.
- El sultán Tipu había perdido su espada en una guerra con el Nairs de Travancore en el cual lo derrotaron. El Travancore Rajá dio la espada al Nawab de Arcot, de donde la espada fue a Londres. En una subasta en Londres en 2004, el industrial-político Vijay Mallya compró la espada del sultán Tipu y algunos otros artefactos históricos.

## Citas
La “agricultura es la sangre de la vida de la nación” (1788)
“No puede haber gloria o logro si la fundación de nuestros palacios, los caminos y las presas se mezclan con la sangre de la humanidad” (1789)
"Es mucho mejor vivir como un león durante un día que vivir cientos de años como un chacal".

## En la ficción
Novela “Sultán Tipu, un cuento de la guerra de Mysore”, Taylor Meadows Philip, publicado en 1840. 
“La espada del sultán Tipu”, Bhagwan S. Gidwani. 
“Sharpe y el tigre de Bengala”, Bernard Cornwell, 1997. 
“Tippoo Sahib” (“Tipu-Saíib” en francés) es el tío de capitán Nemo de Julio Verne. 
La vida y las aventuras del sultán Tipu eran el tema central de una serie india del sur de televisión, “Las aventuras del sultán Tipu”, y de una serie nacional más popular de la televisión “La espada del sultán Tipu”. 
Las novelas “Muazam Ali” y “Aur Talwar Toot Gaye” de Naseem Hijazi describen las guerras del sultán Tipu. 
La novela de Wilkie Collins el Moonstone contiene un fragmento sobre el sultán Tipu y la batalla de Seringapatam en el prólogo. 
En Pakistán una serie llamada “Sultán Tipu” apareció en la televisión alrededor de 2001.